# Eunice Kennedy Shriver
Eunice Mary Kennedy Shriver, née le 10 juillet 1921 à Brookline (Massachusetts) et morte le 11 août 2009 à Hyannis sur le cap Cod (Massachusetts), est un des membres de la famille Kennedy et la fondatrice des Jeux olympiques spéciaux.

## Biographie
Elle est la fille de Joseph Patrick Kennedy et de Rose Kennedy. Née à Brookline, dans le Massachusetts, elle est la cinquième de neuf enfants et l'une des sœurs de John Kennedy. Elle est diplômée d'un Bachelor of Arts in Social Science/Social Thought. Le 23 mai 1953, elle se marie avec Robert Sargent Shriver, qui est ambassadeur des États-Unis en France de 1968 à 1970 et candidat démocrate à la vice-présidence américaine en 1972. Ils ont cinq enfants : 
- Robert Sargent Shriver III, né en 1954 ;
- Maria Owings Shriver, née en 1955, journaliste et ex-épouse d'Arnold Schwarzenegger, acteur et ancien gouverneur républicain de la Californie ;
- Timothy Perry Shriver, né en 1959 ;
- Mark Kennedy Shriver, né en 1964, homme politique démocrate et ancien membre de la Chambre des délégués du Maryland ;
- Anthony Paul Kennedy Shriver, né en 1965, activiste pour les personnes handicapées mentales à son tour.

Eunice Shriver s'implique activement dans la campagne de son frère aîné John Kennedy en 1960 et apporte son soutien à son gendre Arnold Schwarzenegger dans sa campagne pour devenir gouverneur de Californie en 2003. Elle est surtout connue aux États-Unis comme la fondatrice en 1968 du mouvement Special Olympics qui vient en aide par des activités sportives et de plein air aux handicapés mentaux et organise les Jeux olympiques spéciaux. À ce titre, elle est la seule femme américaine qui, de son vivant, est apparue sur une pièce des États-Unis, en 1995, sur le Special Olympics Silver Dollar. Eunice Shriver a grandi et vécu jusqu'à son décès dans une maison sur la propriété des Kennedy, à Hyannis sur le Cap Cod dans le Massachusetts.

## Prix et distinction
- 1966 : Prix Lasker-Bloomberg pour le bien public
- 2017 : Arthur Ashe Courage Award (à titre posthume)

## Hommages
En 1998, elle est inscrite au National Women's Hall of Fame.
Un stade porte son nom dans la ville de Rochester (État de New York), le Eunice Kennedy Shriver Stadium.

## Dans la culture populaire
En 2016, Denese Basile l'incarne dans le film Jackie de Pablo Larraín.